# Krzysztof Varga
Krzysztof Varga, né le 21 mars 1968  à Varsovie est un écrivain, critique littéraire, essayiste et journaliste polonais.

## Biographie
Krzysztof Varga est le fils d'une Polonaise et d'un Hongrois et la Hongrie est le thème de plusieurs de ses livres. Il a fait des études de lettres à l'université de Varsovie. Il est un des collaborateurs permanents de la rubrique culturelle de Gazeta Wyborcza.
Son premier ouvrage, Pijany anioł na skrzyżowaniu ulic est un recueil de textes poétiques en prose, suivi de Chłopaki nie płaczą (en français : Les garçons ne pleurent pas), où il traite de l'alcoolisme, du tabagisme et de la drague...
Il prépare également avec Paweł Dunin-Wąsowicz un dictionnaire non conventionnel de la littérature polonaise des trente dernières années Parnas bis. Literatura polska urodzona po 1960 r. puis en 1996, avec Paweł Dunin-Wąsowicz et Jarosław Klejnocki (pl) une anthologie poétique Macie swoich poetów (en français : Vous avez vos poètes). Il écrit aussi des paroles de chanson notamment pour l'album Młodzi (pl) du groupe Dr Misio (pl).
En 2014 il est décoré par le président Bronisław Komorowski de la croix de chevalier de l'ordre Polonia Restituta.